# Карлберг, Норман
Норман Карлберг (англ. Norman Carlberg, полное имя Norman Kenneth Carlberg; 1928—2018) — американский скульптор, художник и педагог.
Его работы отмечены как образец модульного конструктивизма.

## Биография
Родился 6 ноября 1928 года в городе Розо, штат Миннесота, в семье лесоруба Густава Карлберга (Gustav Carlberg) и его жены Альмы Форсберг (Alma Forsberg), которая была домохозяйкой.
Он окончил среднюю школу в городе Брейнерд, Миннесота, и с 1946 года работал на местной верфи. В 1950 году Норман поступил в художественную школу Minneapolis College of Art and Design, по окончании которой находился на военной службе в Военно-воздушных силах США. Уволенный из армии в 1955 году, он продолжил своё образование и получил степени бакалавра и магистра в области искусства в Йельской школе искусств Йельского университета под руководством Джозефа Альберса, который сыграл важную роль в его поступлении в университете и номинации на стипендию Фулбрайта для обучения в Католическом университете Чили. Помимо Джозефа Альберса, большое влияние на Нормана Карлберга оказал скульптор Роберт Энгман, который стал его близким другом.
Норман Карлберг был участником многих выставок, в частности «Recent Sculpture USA» в 1959 году а в Нью-Йоркском музее современного искусства. Некоторое время занимался педагогической деятельностью. В 1961 году он был назначен директором школы  Rinehart School of Sculptureпри Колледже искусств института Мэриленда в Балтиморе и преподавал в этом колледже до 1997 года.
Также Карлберг сотрудничал с разными архитекторами в крупных проектах, в частности, в создании Риверсайд центра, разработанного Гарри Зайдлером в Брисбене, Австралия. 
Работы скульптора находятся в постоянных коллекциях Музея американского искусства Уитни, Пенсильванской академии изящных искусств, Музея Хиршхорна, Музея Соломона Гуггенхейма, Балтиморского художественного музея, в Art and Architecture Gallery Йельского университета и других местах. Он был удостоен ряда премий, в числе которых Gretchen Hutzler Award (1966 и 1967 годы), и Dr. V.W. Barenburg Memorial Award (1969 год).
Умер от рака толстой кишки 11 ноября 2018 года в Балтиморе, штат Мэриленд (по другим данным умер в Нью-Джерси). Был похоронен на кладбище Kiron Cemetery в городе Кирон, штат Айова.
Во время учёбы в Чили Норман Карлберг познакомился с Хуанитой Кох (Juanita Koch), на которой женился в 1961 году.